# Rowland S. Howard

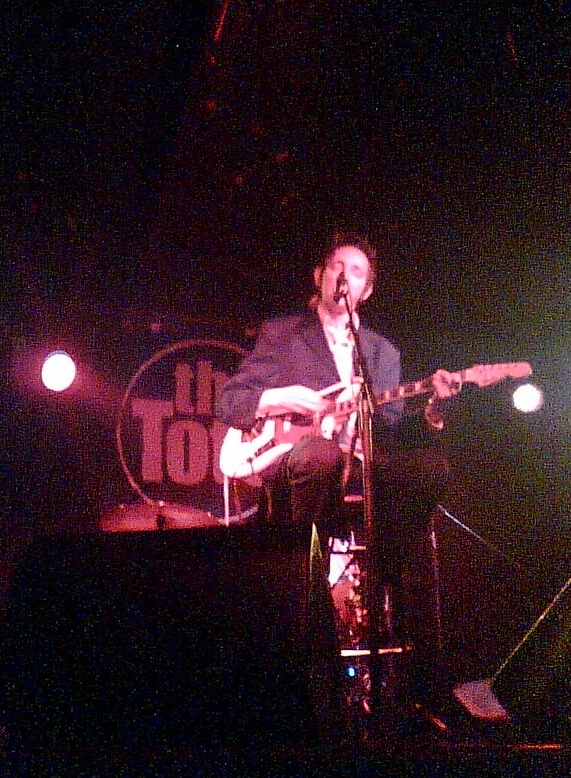
Rowland S. Howard, 2007

Rowland Stuart Howard (* 24. Oktober 1959 in Melbourne; † 30. Dezember 2009) war ein australischer Rockmusiker, Gitarrist und Songwriter.

## Leben und Werk
Für seine erste Band The Young Charlatans schrieb Rowland S. Howard den Song Shivers, der ein Hit wurde, nachdem Howard zu der Band The Boys Next Door um Nick Cave und Mick Harvey stieß. 1978 nahm die Band ihr erstes Album Door, Door auf. Zwei Jahre später zogen die Musiker nach London und nannten sich in The Birthday Party um. Die Band erregte besonders auf Grund von Caves expressivem Auftreten sowie durch das dissonante von Feedbacks und hohen Tönen geprägte Gitarrenspiel von Howard Aufsehen. Der kommerzielle Erfolg blieb allerdings aus. 1984 löste sich die Band aufgrund von Differenzen zwischen Cave und Howard auf.
Howard wurde Mitglied von Crime and the City Solution um den Sänger Simon Bonney. In dieser Zeit gehörten der Band Mick Harvey, Howards Bruder Harry und Epic Soundtracks an. Während der folgenden Jahre lebte er in London und Berlin. 1986 verließ Howard zusammen mit seinem Bruder und Soundtracks die Band und gründete 1987 mit ihnen und seiner damaligen Freundin Genevieve McGuckin These Immortal Souls. Dem Debütalbum Get Lost, (Don't Lie!) folgte erst 1992 die Platte I'm Never Gonna Die Again. In den Jahren dazwischen kollaborierte Howard mit Musikern wie Nikki Sudden, dem Ex-Barracudas Sänger Jeremy Gluck, Barry Adamson, Einstürzende Neubauten, Jeffrey Lee Pierce (von The Gun Club), Fad Gadget, Nick Cave and the Bad Seeds, Henry Rollins und A.C. Marias. Mit Lydia Lunch nahm er bereits 1982 eine Coverversion des Lee Hazlewood/Nancy-Sinatra-Klassikers Some Velvet Morning auf. Der Single folgte erst 1987 die LP Honeymoon in Red. 1991 spielten beide das Album Shotgun Wedding ein. Ansonsten bleibt es in den 1990er Jahren still um ihn. Um 1995 zog Howard wieder nach Australien. Im Jahre 1999 nahm er die Solo-LP Teenage Snuff Film auf, der nach langer Pause 2009 Popcrimes folgte.
In einem Interview sprach er erstmals im Oktober 2009 über seine Erkrankung an Leberkrebs. Seinen letzten Auftritt hatte er am 30. Oktober 2009 in seiner Heimatstadt Melbourne zusammen mit Mick Harvey am Schlagzeug. Laut verschiedenen Berichten soll er bereits während des Konzerts mehrmals Blut gespuckt, aber trotzdem weiter gespielt haben. Seine Heroinsucht konnte Howard erst in den letzten Lebensjahren überwinden. Nachdem er lange vergeblich auf eine Lebertransplantation wartete, starb er am 30. Dezember 2009 in einem Krankenhaus in Melbourne. Am 7. Januar 2010 fand in der Sacred Heart Church, Melbourne, Victoria in Australien eine öffentliche Trauerfeier statt. Ein offizielles Grab gibt es nicht, die Asche von Howard wurde der Familie am 8. Januar nach der Einäscherung übergeben.

## Bedeutung
Während Howard ein kommerzieller Erfolg niemals gelang und er teilweise am Rande des Existenzminimums lebte, gilt sein Gitarrenstil als wegweisend und stilbildend für die australische Variante des Punkrock. Auch Richard Lowenstein bezeichnet ihn in seiner Dokumentation We're Living on Dog Food über die australische Punkszene als eine der wichtigsten Persönlichkeiten.

## Equipment
Für Howards typischen Gitarrenklang hauptverantwortlich war die Wahl seines Equipments. Dazu gehörten maßgeblich:
- Eine Fender Jaguar. Dies war eine nach 1966 gebaute Fender-Gitarre aus der CBS-Ära (zu erkennen am Hals mit Blockeinlagen und Binding) im Farbton Olympic White mit einem Tortoise-Schlagbrett. Howard kaufte diese Gitarre 1978 und spielte fast ausschließlich auf diesem Instrument[6].
- Ein Fender Twin Reverb Verstärker aus den 1970ern.
- Ein MXR Blue Box Effektpedal, das eine Kombination aus Fuzz und Octaver darstellt und ein sehr eigenwilliges, schwer kontrollierbares Dynamikverhalten hat.
- Ein MXR Distortion+ Effektpedal, das eine sehr charakteristische Verzerrung erzeugt.

## Filmauftritte
- Der Himmel über Berlin (1987)
- In Too Deep (1990)
- Königin der Verdammten (2002)
- We're Living on Dog Food (2009)
- Autoluminescent [Dokumentarfilm über Rowland S. Howard] (2011)

## Diskografie
mit The Boys Next Door
- 1979: Door, Door LP
- 1979: Hee Haw 	EP
- 1980: The Birthday Party LP

mit The Birthday Party
- 1981: Prayers on Fire LP
- 1982: Drunk on the Pope's Blood LP
- 1982: Junkyard LP
- 1983: The Bad Seed EP
- 1983: Mutiny! EP
- 1985: It's Still Living LP
- 1985: A Collection... LP
- 1987: The Peel Sessions: The Birthday Party EP
- 1988: The Peel Sessions II: The Birthday Party EP
- 1999: Live 81-82 CD

mit Crime & the City Solution
- 1985: The Dangling Man EP
- 1985: Just South of Heaven Mini-LP
- 1986: Room of Lights LP

mit These Immortal Souls
- 1987: Get Lost (Don't Lie!) LP
- 1992: I'm Never Gonna Die Again LP

mit Lydia Lunch
- 1987: Honeymoon In Red LP
- 1991: Shotgun Wedding LP
- 1994: Transmutation / Shotgun Wedding Doppel-Live-CD
- 1999: Shotgun Wedding Doppel-CD

mit Nikki Sudden
- 1987: Kiss You Kidnapped Charabanc LP

mit Jeremy Gluck
- 1987: I Knew Buffalo Bill LP
- 1988: Burning Skulls Rise LP

Solo
- 1999: Teenage Snuff Film LP
- 2005: Autoluminescent EP
- 2009: Pop Crimes CD